# Flag in the Ground (live)
Flag in the Ground (live) è il primo singolo estratto dall'album Live in Finland e undicesimo del gruppo musicale finlandese Sonata Arctica, pubblicato dalla Nuclear Blast il 14 ottobre 2011.

## Tracce
Testi e musiche di Tony Kakko.
1. Flag In The Ground (live) – 4:27
2. As If The World Wasn't Ending (live) – 3:56

## Formazione
- Tony Kakko - voce/tastiera
- Elias Viljanen - chitarra
- Henrik Klingenberg - tastiera
- Tommy Portimo - batteria
- Marko Paasikoski - basso